# Страна карнавала
«Страна́ карнава́ла» (порт. O País do Carnaval) — первый роман классика бразильской литературы Жоржи Амаду, написанный в 1930 году и впервые опубликованный в 1931 году. В сочинении присутствуют некоторые черты, ставшие типичными для произведений последующего творчества. Перевод на русский язык не осуществлён.

## Создание
Творческая деятельность Амаду начиналась с газетных статей. Но как эти первые шаги, так и совместную новеллу «Ленита» (1930) писатель не рассматривал в качестве отправных точек своего творчества. Свой первый роман Амаду создал в возрасте 18 лет, когда изучал право в Рио-де-Жанейро. Поэтому «Страна карнавала» считается первым крупным литературным произведением писателя — его дебютным романом.
Работа над сочинением была завершена в декабре 1930 года. Впоследствии писатель признавал, что при создании романа испытывал влияние идей литературного объединения «Академия бунтарей» (Academia dos Rebeldes). О начале своего творческого пути и о роли «Академии бунтарей» писатель говорил в речи при принятии в Бразильскую академию литературы в 1961 году. Согласно данным Амаду, литературная группа была создана в Салвадоре в 1928 году и просуществовала до 1930 года, по другим источникам, её деятельность проходила в 1927—1931 годах, или с начала 1929 года. В самооценке Амаду, в конце 1920-х годов он представлял собой бунтаря, но ещё не революционера, так как стал членом компартии в 1932 году, избрав собственное жизненное кредо: писатель должен быть политиком.
Амаду не считал период существования «Академии бунтарей» в Баии тех лет бесполезным и бесплодным. Группа была настроена воинственно и определила главную задачу: «Академия бунтарей» должна сместить Бразильскую академию литературы и занять её место. Члены объединения стремились преодолеть модернизм, создать литературу, питающуюся от народных корней, отражающую реальную жизнь Бразилии и чаяния народа.
Умонастроение главного персонажа романа, Паулу Риггера (Paulo Rigger; в передаче К. В. Ковалёва — Паулу Рижер, у М. Ф. Надъярных — Пауло Риджерт), описано как противоположность жизненному кредо Амаду и устремлениям его коллег из «Академии бунтарей». О главном герое автор писал, что тот растрачивает свои силы, не смог  «прийти к созданию прочной основы для своей жизни», «у него не было жизненной философии». Кроме того другие персонажи произведения осознают, что большая часть их воззрений надумана и чужеродна. Некоторые критики полагают, что прототипом главного героя был интеллектуал из Сан-Паулу, автор «Портрета Бразилии» Паулу Праду (Paulo Prado, Retrato do Brasil). Согласно К. В. Ковалёву, «Ж. Амаду впоследствии признавал „Страну карнавала“ эпигонской по отношению к французской литературе». Некоторые темы романа получили более широкое освещение в последующем творчестве писателя, среди них — метисация, расизм, народная культура, политическая деятельность.
Первое издание вышло тиражом 1 000 экземпляров в сентябре 1931 года с предисловием поэта Аугусту Фредерику Шмидта (Augusto Frederico Schmidt). Книга имела успех у читателей и получила положительные отзывы критиков, поэтому вскоре, в июле 1932 года, вышла её вторая публикация тиражом 2 000 экземпляров. В 1937 году по постановлению полиции роман «Страна карнавала» вошёл в число книг Амаду, которые были сожжены на площади Салвадора при режиме «Нового государства».
В Бразилии вышло более 50 переизданий романа, 49-е издание появилось в 1999 году. На языке оригинала книга публиковалась в Португалии. Произведение было переведено на испанский, итальянский и французский языки. На английский и русский языки роман переведён не был. Согласно К. В. Ковалёву, первые три романа Ж. Амаду «Страна карнавала», «Какао» и «Пот» по-прежнему остаются не известными российскому читателю.

## Краткое содержание
Главный персонаж романа — Паулу Риггер — возвращается в Бразилию после 7 лет изучения права в Париже. Будучи сыном владельца плантаций какао, Паулу родился и вырос на юге Баии, но за время пребывания в Париже европеизировался и утерял свою национальную идентичность. На карнавале герой чувствует себя чужим и не идентифицирует себя с родной страной.
В поисках собственной жизненной позиции присоединяется к группе интеллектуалов из Салвадора, в которой начинает обсуждать вопросы любви, политические, религиозные и философские проблемы. Члены группы испытывают сомнения относительно пути развития страны. С одной стороны, главного героя пугают излишества и неформальность карнавала; с другой — близость с народом во время праздника заставляет Риггера чувствовать себя настоящим бразильцем. Запутавшись в собственных противоречиях, герой решает вернуться в привычную для него Европу. Он покидает родину на корабле из Рио-де-Жанейро.
В романе изображена беспокойная бразильская молодёжь с её мучительными поисками истины и сомнениями при выборе собственного жизненного пути.

## Оценки
Согласно оценке И. А. Тертерян, «В своём первом романе «Страна карнавала» (1931) Амаду сатирически рисует столичных интеллигентов и мелких буржуа». По мнению М. Ф. Надъярных, в романе представлено «ироническое изображение богемы г. Салвадор (Баия)». К. В. Ковалёв цитирует предисловие издателя А. Ф. Шмидта к первой публикации романа: «[„Страна карнавала“] прежде всего представляет сильное свидетельство о нас сегодняшних, о бразильской молодежи, о молодежи, замкнувшейся в себе самой, потерявшейся на земле, которая ежеминутно дает нам понять, что мы на ней лишние, что без нас можно обойтись».
Среди типичных черт творчества писателя К. В. Ковалёв выделил впервые проявившееся в «Стране карнавала» «стремление к четким временным характеристикам», поскольку действие произведения происходит с начала карнавала 1930 года до начала 1931 года. Таким образом, «Ж. Амаду старается в своих романах воссоздать своеобразие исторического момента». При этом важное событие — Революция 1930 года в Бразилии, в результате которой к власти пришёл Жетулиу Варгас — отодвигается на периферию повествования, «чтобы передать всеобщее ощущение нестабильности и внутренней готовности (хотя и без сочувствия) к переменам, характеризующее жизнь Бразилии в 1930 году». Другая характерная особенность творческого метода Амаду — тщательная разработка микросреды, когда мысли, идеи и настроения героев раскрываются в их общении друг с другом — также возникла в первом романе писателя. Ещё один приём из «Страны карнавала» стал типичным для большинства романов Ж. Амаду: «Это введение в ткань повествования не только подлинной топографии, но и реальных людей в качестве эпизодических персонажей. Таковы в „Стране карнавала“ и „Какао“ мулат Алжемиру и негр Онориу, служившие в поместье его отца Жуана Амаду».
По мнению Ковалёва, 

Споры о проблеме национальной самобытности, основанной именно на метисации, об этно-культурном самоопределении были в Бразилии 1930-х годов весьма острыми, и в этом отношении «Страна карнавала», более важна для определения позиции Ж. Амаду, чем роман «Жубиаба» (1935).— Ковалёв К. В. Ранние романы Ж. Амаду, с. 18.
По оценке Надъярных, 

Ни герой, ни его окружение, погруженные в «сверхинтеллектуальные дискуссии» о родине, не имеют никакого представления ни о судьбе, ни о предназначении этой родины, не могут обозначить реальный путь развития для себя и для своей страны.— Надъярных М. Ф. Жоржи Амаду, с. 247.